# Calotelea elegans
Calotelea elegans är en stekelart som först beskrevs av Masi 1933.  Calotelea elegans ingår i släktet Calotelea och familjen Scelionidae. Inga underarter finns listade.